# Igreja da Misericórdia de Tentúgal
A Igreja da Misericórdia de Tentúgal é um monumento religioso localizado na Rua Dr. Armando Gonçalves, em Tentúgal (Município de Montemor-o-Velho, Distrito de Coimbra, Portugal).
Pertencentes à Santa Casa da Misericórdia de Tentúgal, o Edifício e a Igreja da Santa Casa da Misericórdia de Tentúgal encontram-se classificados como Imóvel de Interesse Público desde 1950.

## Historial
A irmandade da Misericórdia de Tentúgal foi instituída em Março 1583 por alvará régio de D. Filipe I. A edificação da igreja iniciou-se alguns meses mais tarde, segundo conceção arquitetónica de Tomé Velho, a quem se devem, de igual modo, as esculturas do portal e o retábulo-mor. A fachada ficou concluída em 1588, mas a construção prolongou-se por mais alguns anos (início da construção da sacristia em 1595; conclusão do retábulo-mor em 1600). A igreja foi objeto de obras de melhoramento entre 1685 e 1694, dirigidas pelo arquiteto Francisco Rodrigues.

## Descrição
De linhas sóbrias e gosto depurado, a igreja da Misericórdia de Tentúgal apresenta um modelo estrutural tipicamente maneirista. O elemento decorativo de maior destaque na fachada é o portal, em arco pleno, inserido numa estrutura retabular encimada pelo baixo relevo da Virgem da Misericórdia. Na fachada lateral esquerda foi adossada a torre sineira, de planta retangular. Interiormente o templo apresenta um modelo muito semelhante às igrejas de Misericórdia construídas nessa época, com planta longitudinal de nave única formando um amplo espaço unificado, com coro-alto, tendo no lado direito a tribuna dos mesários. A cobertura do teto é em duas águas. Esta igreja é uma das poucas na região do Baixo-Mondego a possuir presbitério, acima do qual foi edificado o retábulo-mor. Na zona inferior do presbitério foi colocado um grupo escultórico representando a Deposição no Túmulo inspirado nas Deposições ruanescas.

### Retábulo da Capela-mor
O retábulo articula-se segundo um esquema típico dos retábulos maneiristas, com o grupo escultórico representando a Visitação a ocupar lugar central, ladeado por relevos da Anunciação, Sonho de São José, Natividade de São João e Presépio, e pelas imagens de São Pedro e de um Santo Padre. Nos intercolúnios foram colocadas as imagens de Santo Agostinho, São Jerónimo, São Gregório e Santo Ambrósio. Na zona superior destaca-se, ao centro, o relevo de Nossa Senhora da Misericórdia, ladeada pela Adoração dos Magos e Apresentação no Templo.

## Galeria de imagens

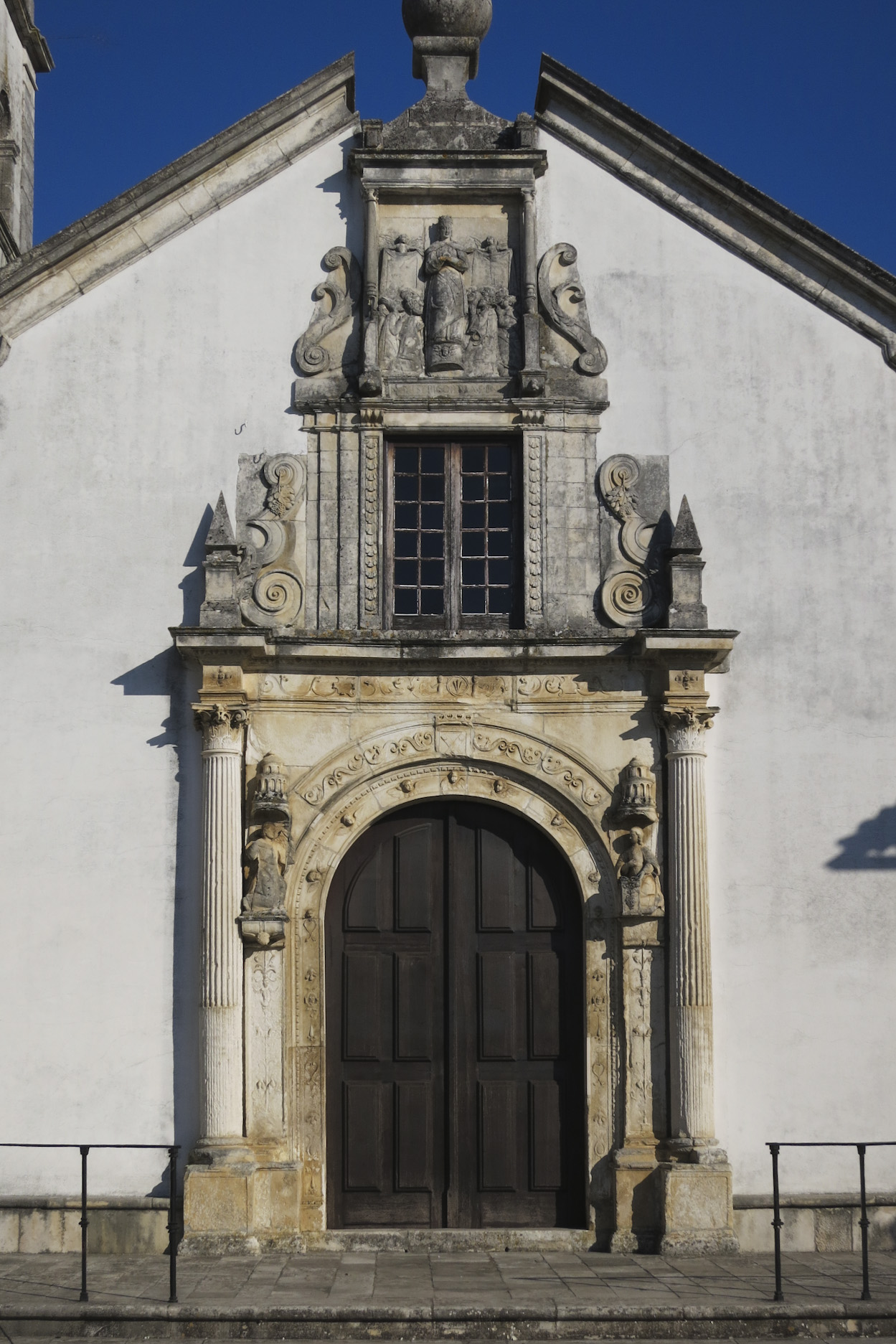
Tomé Velho, Portal
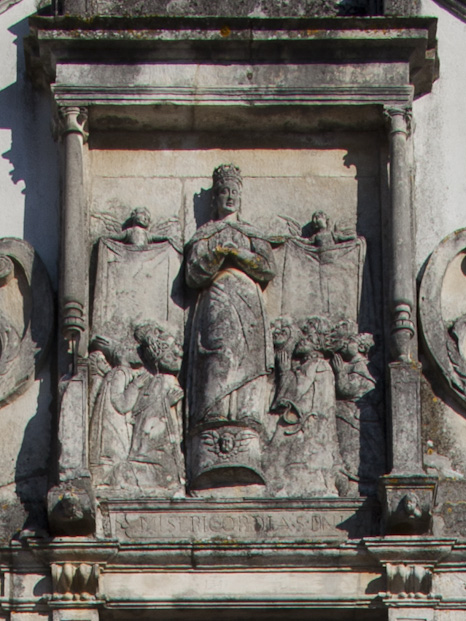
Tomé Velho, baixo-relevo da Virgem da Misericórdia
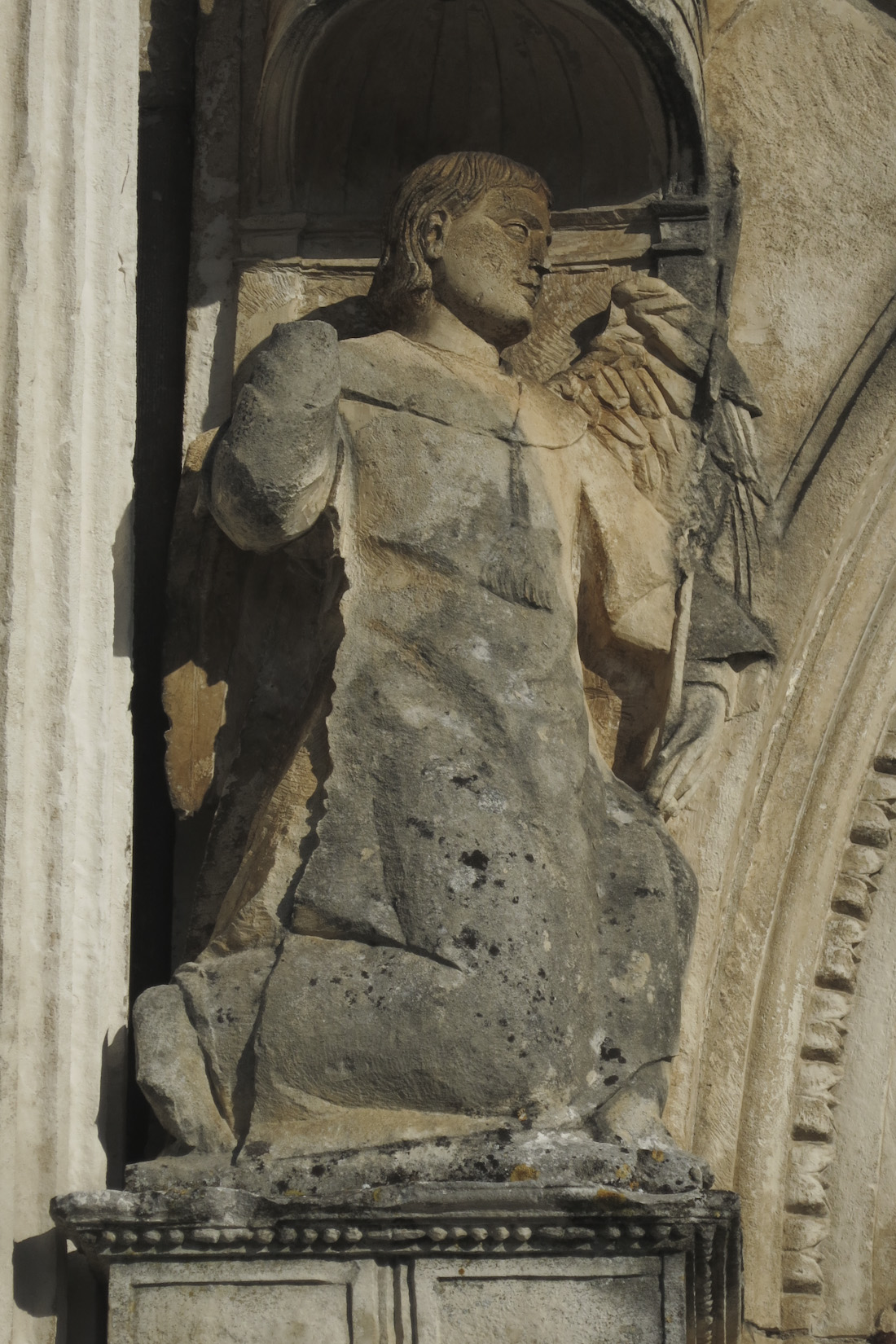
Tomé Velho, imagem do Anjo da Anunciação (pormenor do portal)
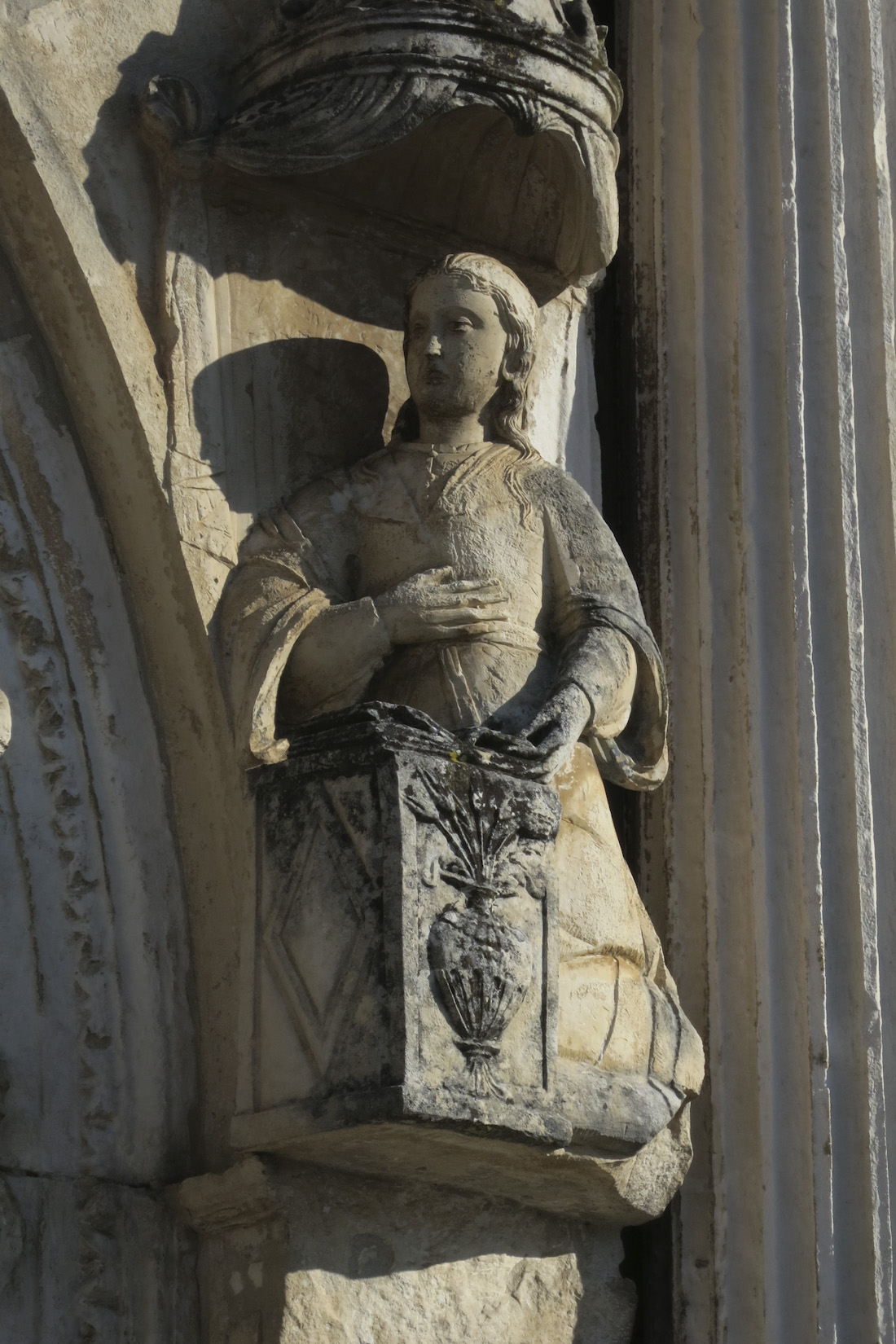
Tomé Velho, imagem da Virgem da Anunciação (pormenor do portal)
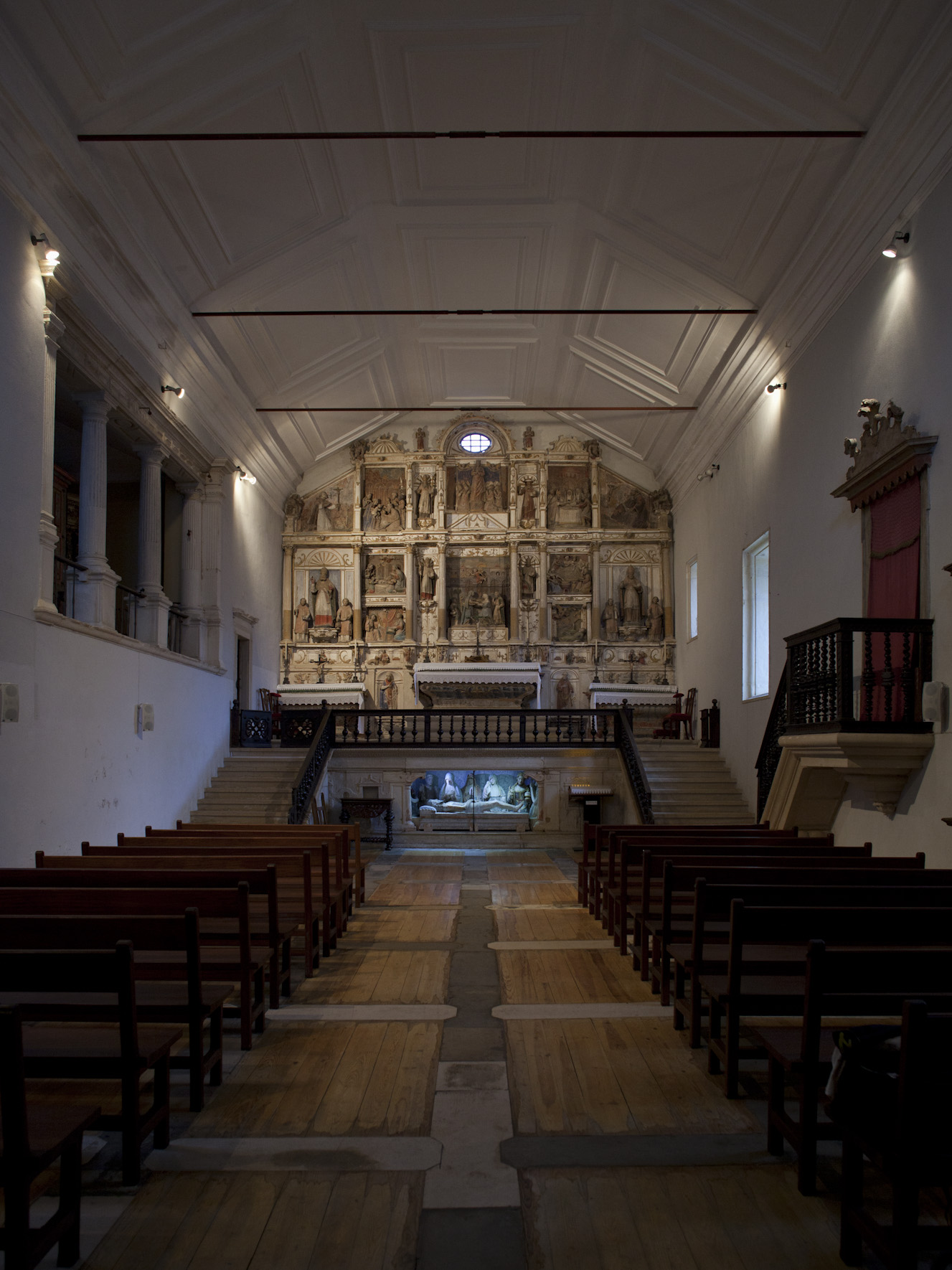
Interior da igreja
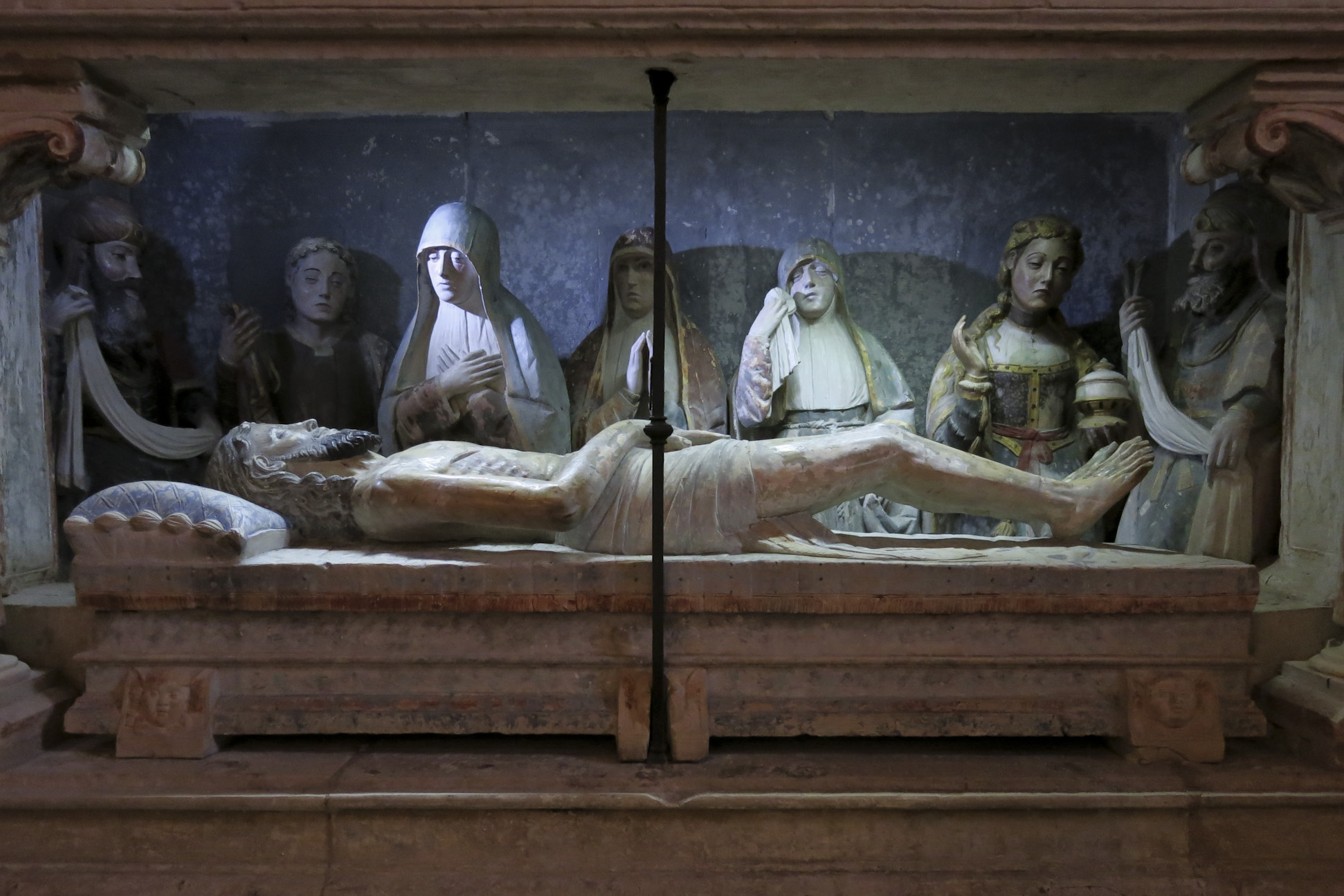
Deposição no Túmulo
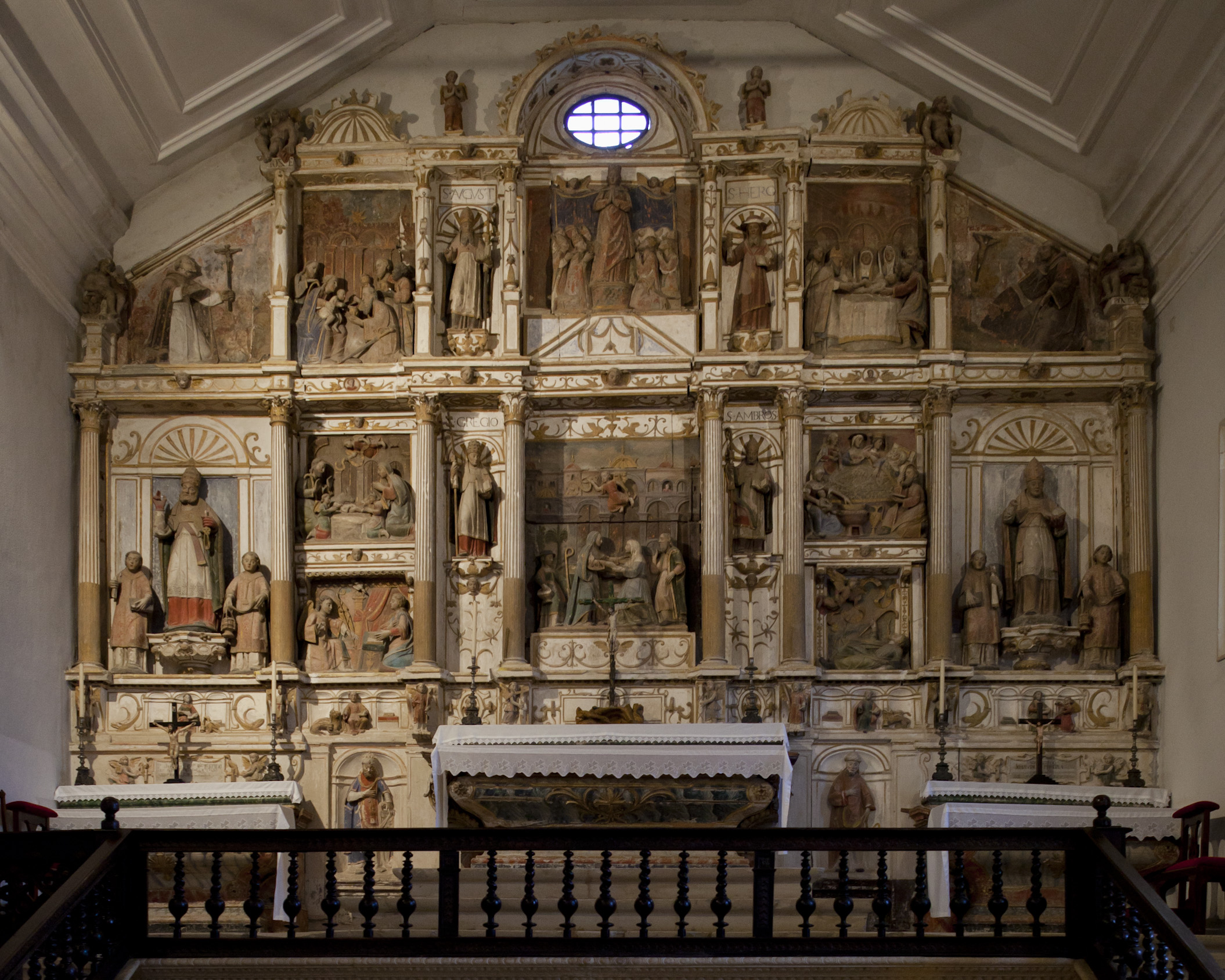
Tomé Velho, retábulo em pedra policromada
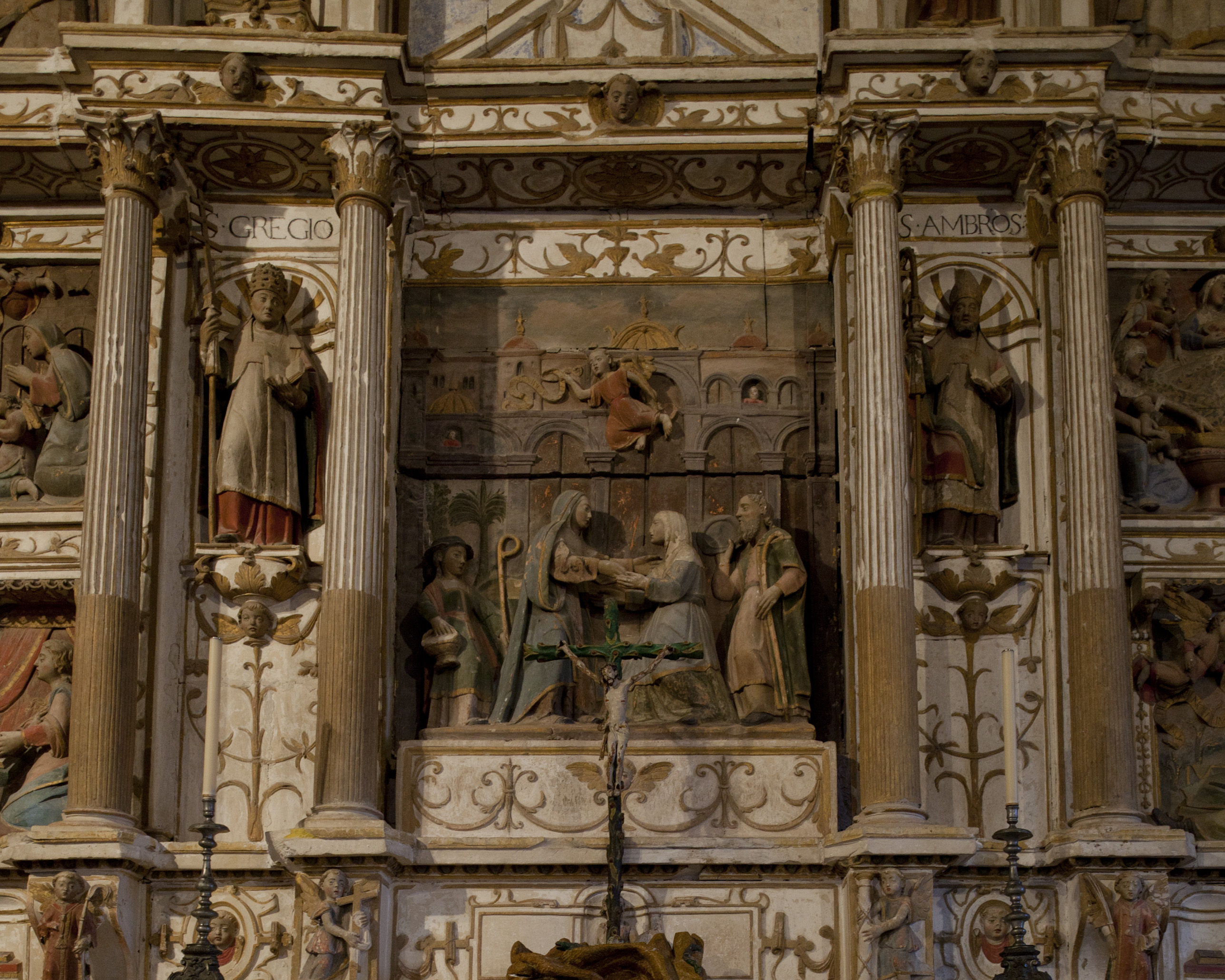
Tomé Velho, Visitação (pormenor do retábulo)